# Federico Keller
Federico Keller Mezquíriz (Madrid, 1868-ibídem, 18 de marzo de 1940) fue un arquitecto español, ingeniero de caminos, canales y puertos, funcionario en esta área en la Diputación de Burgos. Entre otras obras fue el encargado de la reforma y ensanche de 1903 de la villa de Miranda de Ebro.

## Biografía
Aunque nacido y formado en Madrid, Federico Keller vivió la mayor parte de su vida en la provincia de Burgos, en la que trabajaba y en la que conoció a su mujer, María Arquiaga Díaz, con la que tuvo cuatro hijos: Manuel, Rodrigo, María Cruz y Carmen.

## Obras
Entre los trabajos más importantes que se conocen de él están los realizados en la localidad de Miranda de Ebro, donde diseñó el ensanche moderno de la ciudad, con calles largas y anchas hacía la estación de ferrocarril, trabajo que desarrolló en el año 1903. En esta misma ciudad también reformó, durante el año 1911, el puente de Carlos III sobre el Ebro (construido por el arquitecto riojano Francisco Alejo de Aranguren).

## Reconocimientos
Una pequeña calle de la ciudad de Miranda de Ebro, en el barrio de Aquende y junto a este río, lleva su nombre.
Al mismo tiempo, en la población burgalesa de Frías también existe una calle en su honor. La pequeña localidad decidió rendirle tributo debido a que Keller sufragó en parte la construcción de una subestación eléctrica para llevar la luz a todos los hogares de su casco medieval.